# Ralphie May
Pour les articles homonymes, voir May.
Ralph Duren May, dit Ralphie May, né le 17 février 1972 à Chattanooga et mort le 6 octobre 2017 à Las Vegas, est un acteur et humoriste de stand-up américain.